# Кобошвили, Шалом
Шалом (Соломон) Кобошвили (1876, Ахалцихе — 1941, Тбилиси) — грузинский художник-самоучка еврейского происхождения, в творчестве которого запечатлена этнографическая действительность ахалцихских евреев.

## Биография
Родился в Ахалцихе в ортодоксальной бедной еврейской семье. Тяжёлое детство и юность не позволили ему получить полноценного образования. Ещё подростком проявил способности к рисованию. В 12 лет родители отправили его к тёте в Батуми. Там он научился читать и стал интересоваться работой художника из магазина литографий. Часто наблюдая за процессом рисования, вскоре и сам начал рисовать. Видя интерес племянника, дядя отдал его на обучение в типографию, но как только родители узнали об этом, они тут же вернули его в Ахалцихе и запретили сыну рисовать, поскольку «это было не еврейским ремеслом».
На протяжении жизни Кобошвили работал чернорабочим на строительстве железной дороги, подручным торговца, в поисках работы обошёл Среднюю Азию, был в Ростове, Пятигорске, Батуми, затем осел в Тбилиси с женой и восьмерыми детьми.

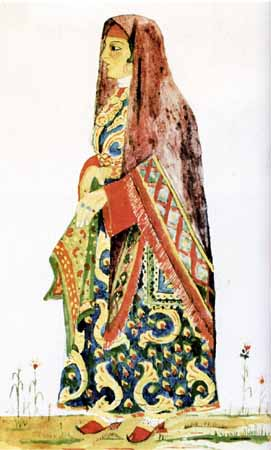
Еврейка из Ахалцихе

На склоне лет, в 1936 году Кобошвили устроился на работу сторожем в историко-этнографический музей евреев Грузии, который находился рядом с его домом. Здесь он решает осуществить свою юношескую мечту и начинает пробовать рисовать — сначала простым карандашом маленькие сюжеты, а затем акварелью и маслом. Основываясь на собственных воспоминаниях, в своих работах Кобошвили воскрешал жизнь и быт евреев грузинской провинции Ахалциха конца XIX века: интерьеры жилищ, одежду, типажи различных социальных слоев ахалцихских евреев той эпохи, религиозные праздники, характерные ритуалы и традиции.
Творчество Кобошвили охватывает всего трёхлетний период — в 1941 году он скончался, сумев оставить творческое наследие, не имевшее до тех пор аналогов, став в Грузии первым художником еврейского происхождения.
В 1940 году, за год до смерти художника, историко-этнографический музей евреев Грузии устроил персональную выставку Шалома Кобошвили, и с тех пор его работы остались в музее.
В 1951 году музей, как очаг сионизма, был закрыт. Все экспонаты были переданы в Музею Грузии им. С. Джанашиа и в музей истории Тбилиси (сегодня оба музея входят в состав Национального музея Грузии). Коллекция работ Кобошвили, изначально состоявшая из 65 картин, на протяжении многих десятилетий хранилась в запасниках, полностью забытая.

## Память
В 2006 году, к 130-летию со дня рождения художника в музее искусств Грузии  была организована персональная выставка Шалома Кобошвили и издан полный каталог его работ на русском, грузинском, английском языках и иврите. Куратором выставки выступила внучка бывшего директора Музея евреев Грузии, искусствовед Лела Цицуашвили.